# Micrurus scutiventris
Micrurus scutiventris là một loài rắn trong họ Rắn hổ. Loài này được Cope mô tả khoa học đầu tiên năm 1869.